# Александрув (Єнджейовський повіт)
Александрув (пол. Aleksandrów) — село в Польщі, у гміні Сендзішув Єнджейовського повіту Свентокшиського воєводства.
Населення — 61 особа (2011).
У 1975-1998 роках село належало до Келецького воєводства.

## Демографія
Демографічна структура на день 31 березня 2011 року:
|          | Загалом | Допрацездатний вік | Працездатний вік | Постпрацездатний вік |
| -------- | ------- | ------------------ | ---------------- | -------------------- |
| Чоловіки | 31      | 7                  | 20               | 4                    |
| Жінки    | 30      | 1                  | 19               | 10                   |
| Разом    | 61      | 8                  | 39               | 14                   |